# Svart dvärg
En svart dvärg är en hypotetisk kvarleva efter en stjärnas kollaps, och antas uppstå då en vit dvärg svalnat så mycket att värme eller ljus inte längre avges.
Slutet för en genomsnittlig stjärna, som inte är stor nog för att explodera i en supernova, är att bli en vit dvärg. 97% av stjärnorna i Vintergatan antas bli vita dvärgar. Vid kollapsen kommer de att stöta bort sina yttre lager, och återstoden drar ihop sig till ett kompakt objekt av ungefär jordens storlek, en vit dvärg, som enbart lyser av energi som finns kvar sedan innan stjärnan kollapsade. Sedan svalnar den under flera miljarder år och blir en svart dvärg. Eftersom det troligen tar längre tid för en svart dvärg att bildas än universums ålder (cirka 13,7 miljarder år) är det sannolikt att inga svarta dvärgar hunnit bildas än. Men även om de skulle finnas så skulle det vara oerhört svårt att upptäcka dem, eftersom de inte skulle ge ifrån sig någon energi. Bästa sättet att upptäcka en svart dvärg skulle vara genom dess gravitationspåverkan på omgivningen. Man vet inte exakt hur lång tid det kommer att ta för en vit dvärg att kallna och bli svart.
Det är osäkert vad en svart dvärg består av. Den vita dvärgen består av joniserade kol- och syreatomer. Det betyder att den svarta dvärgen består av kol- och syreatomer, dock vet man inte ifall de är joniserade eller ej. Det är trycket och värmen som gör att den vita dvärgens atomer är joniserade, men när värmen försvinner vet man inte ifall det är en faktor som bidrar till att atomerna kan rekombinera.
Alla stjärnor börjar alltid med att förbränna väte till helium, sedan beror det på hur stor stjärnan är hur produktionen går vidare. I de stjärnor som blir svarta dvärgar börjar detta med en heliumflash när allt väte i kärnan har blivit helium, då förbränns hälften av allt helium till kol på 10 sekunder och sen fortsätter samma process fast i lugnare takt och vissa kol-kärnor slås ihop med en helium-kärna och bildar då syre, på samma sätt bildas även små mängder av till exempel neon och magnesium. När allt helium har förbränts i kärnan består kärnan till större del av joniserade kol- och syreatomer. Men temperaturen i kärnan är inte stor nog för att påbörja förbränning av kolet och då dör stjärnan och den vita dvärgen bildas. Det är även därför som en vit dvärg består just av de ämnena.
Alla vita dvärgar som bildats slutar dock inte som svarta dvärgar. Vissa vita dvärgar bildas nämligen ur dubbelstjärnor, om den andra stjärnan är en röd jätte kan massa sugas över från den röda jätten till den vita dvärgen, då kan den vita dvärgen få tillräckligt mycket massa för att påbörja kolförbränning och när tempen blir hög nog exploderar dvärgen och ingen kompakt restprodukt finns då kvar.
En svart dvärg kan även bildas genom att en neutronstjärna svalnar, när dess rotation avtagit i princip helt och när dess inneboende värme nästan helt har försvunnit. En neutronstjärna bildas genom att en mellanstor stjärna blir en supernova, och den återstående kärnan sedan trycks ihop. Den ursprungliga stjärnan kan vara ca 1,4–3 solmassor i kärnan och den totala massan i stjärnan kan vara 7–11 solmassor. Den svarta dvärgen som bildats på det sättet består av neutroner, för när supernovan äger rum blir trycket och värmen så hög att protonerna och elektronerna slås ihop till neutroner. Anledningen till att den svalnar och avtar i rotation är att inga fusionsprocesser äger rum och då bildas ingen ny energi.
En svart dvärg som svalnat från en vit dvärg består till största del av joniserade kol- och syreatomer, medan en svart dvärg som svalnat från en neutronstjärna består av neutroner.